# September Affair
September Affair (bra: Paraíso Proibido) é um filme estadunidense de 1950, do gênero drama romântico, dirigido por William Dieterle, estrelado por Joan Fontaine e Joseph Cotten, e coestrelado por Françoise Rosay, Jessica Tandy e Robert Arthur. O roteiro de Robert Thoeren foi baseado em uma história que ele coescreveu com Fritz Rotter.
A trama retrata a história de duas pessoas que, após serem erroneamente listadas entre os mortos em um acidente de avião, decidem abandonar suas antigas identidades e começar uma nova vida juntos na Itália.

## Sinopse
Durante um voo de Roma para Nova Iorque, Marianne "Manina" Stuart (Joan Fontaine), uma renomada pianista, conhece David Lawrence (Joseph Cotten), um empresário. Quando o avião é desviado de sua rota e pousa em Nápoles para reparos no motor, eles decidem aproveitar o tempo explorando a comuna um ao lado do outro.
Manina é uma mulher solteira, enquanto David é casado com Catherine (Jessica Tandy), com quem tem um filho adolescente, David Jr. (Robert Arthur). À medida que conversam, eles acabam perdendo seu voo, e então decidem ficar na Europa por alguns dias para se conhecerem melhor. Uma conexão profunda se forma entre eles, que rapidamente se apaixonam.
No entanto, a tragédia se abate quando eles descobrem que o avião que deveriam pegar caiu no oceano, e todos os passageiros a bordo são presumidos mortos. Um erro burocrático os inclui erroneamente na lista de vítimas, levando-os a acreditar que podem reescrever suas vidas. Com o coração pesado, mas acreditando que suas ausências não farão diferença para o mundo, eles decidem permanecer "mortos" e começar uma nova jornada juntos em Florença.

## Elenco
- Joan Fontaine como Marianne "Manina" Stuart
- Joseph Cotten como David Lawrence
- Françoise Rosay como Maria Salvatini
- Jessica Tandy como Catherine Lawrence
- Robert Arthur como David Lawrence, Jr.
- Jimmy Lydon como Johnny Wilson
- Fortunio Bonanova como Grazzi
- Grazia Narciso como Bianca
- Anna Demetrio como Rosita
- Lou Steele como Vittorio Portini
- Frank Yaconelli como Sr. Peppino

Notas
- Hal B. Wallis fez uma participação não-creditada como um turista em uma loja de souvenirs.

## Produção
O título de produção do filme foi "September". Em sua estreia, em Veneza, o tempo de exibição da produção era de 91 minutos, mas cenas adicionais foram gravadas e incluídas no filme antes do seu lançamento nos Estados Unidos. As cenas foram filmadas em locações em torno de Roma, Florença, Nápoles, Pompeia e Cápri, e apresentaram vários marcos históricos italianos.
A música "September Song" (composta por Kurt Weill e escrita por Maxwell Anderson), originalmente do musical "Knickerbocker Holiday", foi regravada por Walter Huston e utilizada em cenas ao longo do filme. Jimmy Lydon também canta a música durante a produção. Huston originalmente gravou a canção em 1938, mas o filme a trouxe ao topo das paradas de sucesso de 1950.
Trechos do Concerto para Piano No. 2, de Sergei Rachmaninoff, são ouvidos várias vezes ao longo do filme, tocados por Leonard Pennario.

## Recepção
Bosley Crowther, em sua crítica para o jornal The New York Times, chamou o filme de "drama disperso" e uma "aventura banal", no qual o produtor Hal B. Wallis e sua equipe "colocaram uma história absurdamente tola diante de algumas paisagens belas e uma canção envolvente".